# Anastrepha nascimentoi
Anastrepha nascimentoi är en tvåvingeart som beskrevs av Zucchi 1979. Anastrepha nascimentoi ingår i släktet Anastrepha och familjen borrflugor. Inga underarter finns listade i Catalogue of Life.